# Теодору-Сампаю (Сан-Паулу)
Теодору-Сампаю (порт. Teodoro Sampaio) — муниципалитет в Бразилии, входит в штат Сан-Паулу. Составная часть мезорегиона Президенти-Пруденти. Входит в экономико-статистический микрорегион Президенти-Пруденти. Население составляет 20 789 человек на 2006 год. Занимает площадь 1 556,670 км². Плотность населения — 13,4 чел./км².
Праздник города — 21 марта.

## История
Город основан 7 января 1952 года.

## Статистика
- Валовой внутренний продукт на 2003 составляет 131.667.890,00 реалов (данные: Бразильский институт географии и статистики).
- Валовой внутренний продукт на душу населения на 2003 составляет 6.445,15 реалов (данные: Бразильский институт географии и статистики).
- Индекс развития человеческого потенциала на 2000 составляет 0,757 (данные: Программа развития ООН).

## География
Климат местности: тропический.